# Gobierno de Mao Zedong

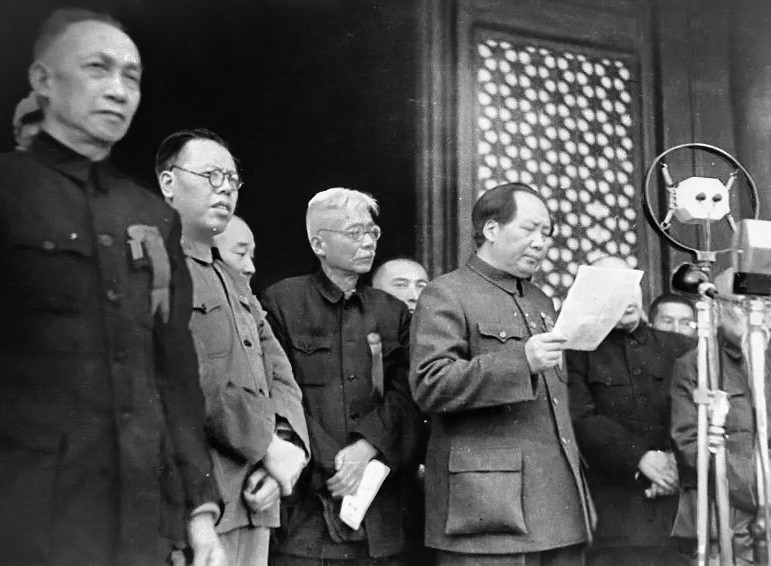
Mao proclamando la creación de la República Popular China el 1 de octubre de 1949 en la Puerta de Tian'anmen.

El gobierno de Mao Zedong (1949-1976), tras la guerra civil china (1927-1950), experimentó importantes cambios económicos, políticos y sociales. Las ideas de Mao siguen siendo el fundamento principal y la forma en que funciona el gobierno chino hasta el día de hoy.

## Antecedentes
La Revolución china de 1949 o Revolución Comunista china fue una revolución social en China que comenzó en 1927 y culminó con la proclamación de la República Popular China (RPC) en 1949. Durante el siglo anterior, denominado el siglo de la humillación, China había enfrentado una escalada social, económica, y problemas políticos como resultado del imperialismo occidental y japonés, y el declive de la dinastía Qing (1644-1912). Las hambrunas cíclicas y un sistema opresivo de terratenientes mantuvieron a la gran masa de campesinados rurales pobres y políticamente privados de sus derechos. El Partido Comunista de China (PCC) fue formado por jóvenes intelectuales urbanos en 1921, inspirados por las ideas socialistas europeas y el éxito de la Revolución rusa de Octubre en 1917. En el Primer Frente Unido, los comunistas inicialmente se aliaron con el nacionalista Kuomintang (KMT). contra las fuerzas de los señores de la guerra locales y los imperialistas extranjeros, pero la matanza de Shanghái de 1927 contra los comunistas ordenada por el líder del KMT, Chiang Kai-shek, marcó el comienzo de la guerra civil china entre nacionalistas y comunistas que finalmente duraría más de tres décadas.

## Política interior

### Reforma agraria
El Movimiento de Reforma Agraria de China (en chino simplificado, 土地改革运动; en chino tradicional, 土地改革運動), o Reforma Agraria China para abreviar, fue una campaña lanzada por el líder del Partido Comunista Mao Zedong durante la última fase de la Guerra Civil China y la temprana República Popular China. Para 1953, el gobierno chino afirmó que las tierras agrarias de 700 millones de mu (亩), o 47 millones de hectáreas, habían sido redistribuidas a más de 300 millones de campesinos. Por otro lado, la campaña no distribuyó tierras a los campesinos de manera pacífica, ya que involucró asesinatos en masa de propietarios por parte de inquilinos, alentados por Mao Zedong; en total, se estima que entre 1 y 4,7 millones de propietarios fueron asesinados entre 1949 (o incluso antes) y 1953.

### Gran Salto Adelante
El Gran Salto Adelante (Chino simplificado:大跃进, Chino tradicional:大躍進, Pinyin: Dà yuè jìn) fue una campaña de medidas económicas, sociales y políticas implantadas en la República Popular China entre 1958 y 1962, durante el gobierno de Mao Zedong, con el objetivo de transformar la tradicional economía agraria china a través de una rápida industrialización y colectivización. El Gran Salto Adelante fue, junto con el movimiento de la comuna popular, el principal cambio al régimen rural chino en el siglo XX. Ambas políticas incluyeron la creación de las comunas populares, la prohibición de la agricultura privada, el impulso de los proyectos intensivos en mano de obra y la política llamada caminando con dos piernas, que combinaba las pequeñas y medianas iniciativas industriales, con los grandes emprendimientos, alejándose así del modelo soviético.
El punto de vista predominante en Occidente (Jasper Becker, Roderick MacFarquhar, Ansley Coale, John Aird, Judith Banister) y en el Partido Comunista de China a partir de la toma del poder por Deng Xiaoping, sostiene que el gran salto adelante constituyó un fracaso, causado en gran medida por errores políticos liderados por Mao Zedong, que causó la muerte por inanición de gran cantidad de campesinos, estimada entre 15 millones y 55 millones (Gran hambruna china). Una conferencia importante sobre los errores de política fue la «Conferencia de los 7000 cuadros» a principios de 1962. Además, decenas de presas construidas en Zhumadan, Henan, durante el gran salto adelante, colapsaron en 1975 bajo la influencia del tifón Nina y resultaron en una de las mayores catástrofes provocadas por el hombre en la historia, con un número estimado de muertes entre decenas de miles y 240 mil. Además de las muertes por hambre, millones también murieron por palizas, torturas y ejecuciones.  Más del treinta por ciento de todas las casas fueron destruidas durante la campaña por diversas razones.

#### Gran hambruna china
La Gran Hambruna China (en chino tradicional, 三年大饑荒; en chino simplificado, 三年大饥荒; pinyin, sān nián dà jī huāng; literalmente, ‘Tres Años de Gran Hambruna’), fue el período de la República Popular de China entre 1959 y 1961 (Gran Salto Adelante) caracterizado por una hambruna generalizada. Algunos investigadores también incluyen el año 1958 o 1962. La Gran Hambruna China es ampliamente considerada como la hambruna más mortal y uno de los mayores desastres provocados por el hombre en la historia humana. La mayoría de las estimaciones del número de muertos oscila entre 15 millones y 55 millones.

### Revolución cultural
La Revolución Cultural, conocida también como la Gran Revolución Cultural Proletaria (en chino simplificado: 无产阶级文化大革命, en chino tradicional: 無產階級文化大革命, en pinyin: wúchǎn jiējí wénhuà dà gémìng, habitualmente abreviada como 文化大革命, wénhuà dà gémìng, literalmente Gran Revolución Cultural), fue un movimiento sociopolítico que acaeció en China desde 1966 hasta 1976. Iniciado por Mao Zedong, entonces líder del Partido Comunista Chino, su objetivo declarado era imponer el comunismo chino, la eliminación de la cultura tradicional de la sociedad china, y reimponer el pensamiento de Mao Zedong (conocido fuera de China simplemente como maoísmo) como la ideología dominante dentro del Partido. La Revolución marcó el regreso de Mao a una posición de poder después de los fracasos del Gran Salto Adelante, período durante el cual murieron aproximadamente 30 millones de personas en lo que se conoce como la Gran hambruna china.
El movimiento se inició en mayo de 1966, después de que Mao alegara que elementos burgueses se habían infiltrado en el gobierno y en la sociedad en general, con el objetivo de restaurar el capitalismo. Para eliminar a sus rivales dentro del Partido Comunista de China (PCCh), Mao insistió en que los revisionistas fueran eliminados mediante la lucha de clases violenta. Los jóvenes chinos respondieron al llamado de Mao formando grupos de la Guardia Roja en todo el país. El movimiento se extendió al ejército, a los trabajadores urbanos y al propio liderazgo del Partido Comunista. Resultó en luchas entre facciones generalizadas en todos los ámbitos de la vida. En la cúpula, condujo a una purga masiva de altos funcionarios, en particular Liu Shaoqi y Deng Xiaoping. Durante el mismo período, el culto a la personalidad de Mao creció a proporciones inmensas. Miembros de las "Cinco Categorías Negras" fueron ampliamente perseguidos e incluso asesinados. Mao sugirió que la Revolución Cultural había terminado en 1969, pero su fase activa duró hasta la muerte del líder militar y sucesor propuesto por Mao Lin Biao en 1971. En 1972, la Banda de los Cuatro subió al poder y la Revolución Cultural continuó. Después de la muerte de Mao y el arresto de la Banda de los Cuatro en 1976, la Revolución Cultural finalmente llegó a su fin.

## Política exterior

### Conferencia de Bandung
La Conferencia de Bandung, celebrada entre el 18 de abril y el 24 de abril de 1955 en Bandung, Indonesia, fue una reunión de Estados asiáticos y africanos, la mayoría de los cuales acababan de acceder a la independencia. Fue organizada por los independentistas: Gamal Abdel Nasser, presidente de Egipto, Jawaharlal Nehru, de India, y Sukarno, jefe de Estado de Indonesia, además de los líderes de Pakistán, Birmania y Ceilán (actual Sri Lanka). Estos últimos cinco países asiáticos invitaron a otros veinticinco a participar en la conferencia.

### Ruptura sino-soviética
La ruptura sino-soviética (en chino, 中苏交恶;  en ruso: Советско-китайский раскол) es el nombre que recibió la crisis en las relaciones entre la República Popular China y la URSS que comenzó a finales de la década de 1950 y se intensificó durante la siguiente década.
Las causas de la ruptura entre las dos grandes potencias comunistas se debió a los distintos intereses nacionales de ambos países y, sobre todo, al alejamiento sobre su interpretación del marxismo-leninismo. Mientras que el líder chino, Mao Zedong, prefería una mayor beligerancia hacia los países capitalistas (maoísmo), el Gobierno soviético orientó su política hacia una «coexistencia pacífica» con estos países, por lo que Mao y el Partido Comunista de China acusaron a la URSS de revisionismo.

## Repercusión histórica
El maoísmo o pensamiento Mao Zedong (en chino simplificado, 毛泽东思想; en chino tradicional, 毛澤東思想; pinyin, Máo Zédōng Sīxiǎng) es la variante del marxismo-leninismo planteada y desarrollada por el líder revolucionario Mao Zedong en el marco de la revolución comunista china.
En la República Popular China es la doctrina oficial del Partido Comunista de China. Sin embargo, tras las reformas iniciadas por Deng Xiaoping en 1978, tendentes a una economía de mercado, el socialismo con características chinas ha sido la política aplicada en el país, y la definición oficial y el rol del Pensamiento de Mao Zedong en este país ha sido radicalmente modificado, aunque su imagen todavía preside la Plaza de Tiananmen de Pekín.
El término maoísmo nunca ha sido empleado oficialmente por el Partido Comunista de China, excepto como palabra derivada. El término preferido ha sido siempre Pensamiento Mao Zedong. De la misma forma, algunos partidos maoístas fuera de China se denominan en ocasiones a sí mismos como marxistas-leninistas, lo cual refleja su idea de que Mao no modificó sustancialmente los planteamientos de Lenin, sino que los desarrolló y adaptó a la Revolución China.